# DArtagnan
Pour les articles homonymes, voir D'Artagnan (homonymie).
dArtagnan est un groupe de folk rock allemand, originaire de Nuremberg. Le nom du groupe rend hommage au personnage historique D'Artagnan, rendu célèbre par le roman Les Trois Mousquetaires d'Alexandre Dumas.

## Biographie
Le groupe est formé en 2015 avec Ben Metzner, chanteur, mais aussi joueur de mandoline, de cornemuse et flûtiste, ainsi que Felix Fischer, guitariste et choriste. Metzner et Fischer jouent dans le groupe rock Feuerschwanz. Tim Bernard est aussi guitariste et choriste. Le groupe obtient rapidement un contrat avec Sony Music Entertainment. Ils font appel au producteur Thomas Heimann-Trosien, reconnu pour avoir produit des albums de Schandmaul, Nightwish et In Extremo. 
Le 26 février 2016 sort le premier album du groupe, intitulé Seit an Seit, qui atteint la septième place des ventes allemandes, ainsi que les classements autrichiens et suisses,,,. Il est réédité quelques mois plus tard avec de nouvelles chansons. Le 16 avril 2016, le groupe donne un concert au Feste der Volksmusik à Halle, qui est diffusé sur ARD et ORF. Entre le 11 et 28 mai, le groupe donne une tournée de treize dates en Allemagne.
En concert, ils sont accompagnés du guitariste Haiko Heinz, du bassiste Sebastian Baumann et du batteur Matthias Böhm. En décembre 2017, Felix Fischer annonce son retrait des groupes Feuerschwanz et D'Artagnan.

## Discographie
- 2016 : Seit an Seit (Sony Music Entertainment)
- 2017 : Verehrt und Verdammt
- 2019 : In jener Nacht
- 2021 : Feuer und Flamme
- 2022 : Felsenfest
- 2024 : Herzblut